# Limes

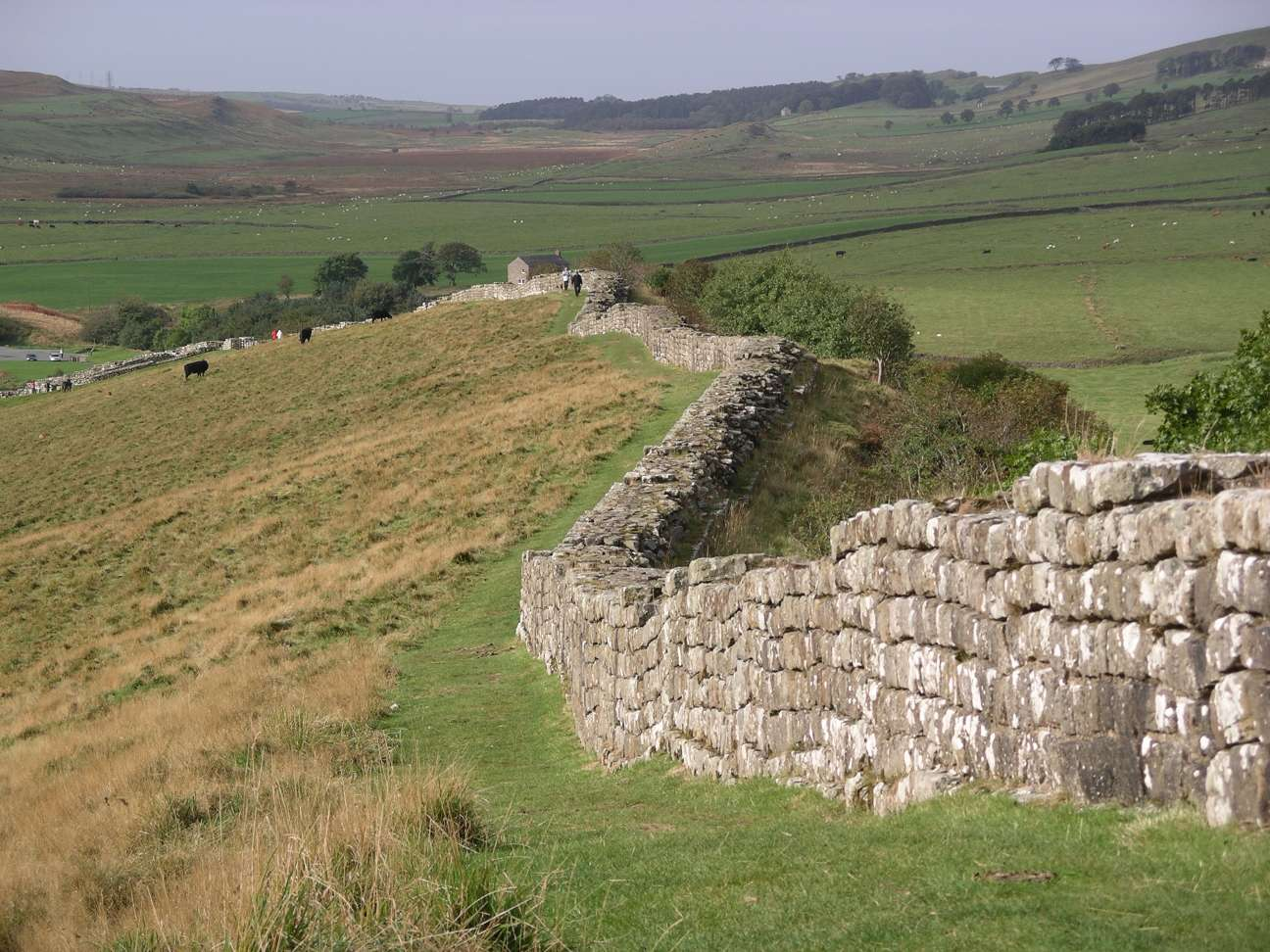
Hadrianus falának maradványai Greenhead mellett. A falból nagyobb szakaszok hiányoznak, mivel az évek során a köveket elhordták más építkezésekhez

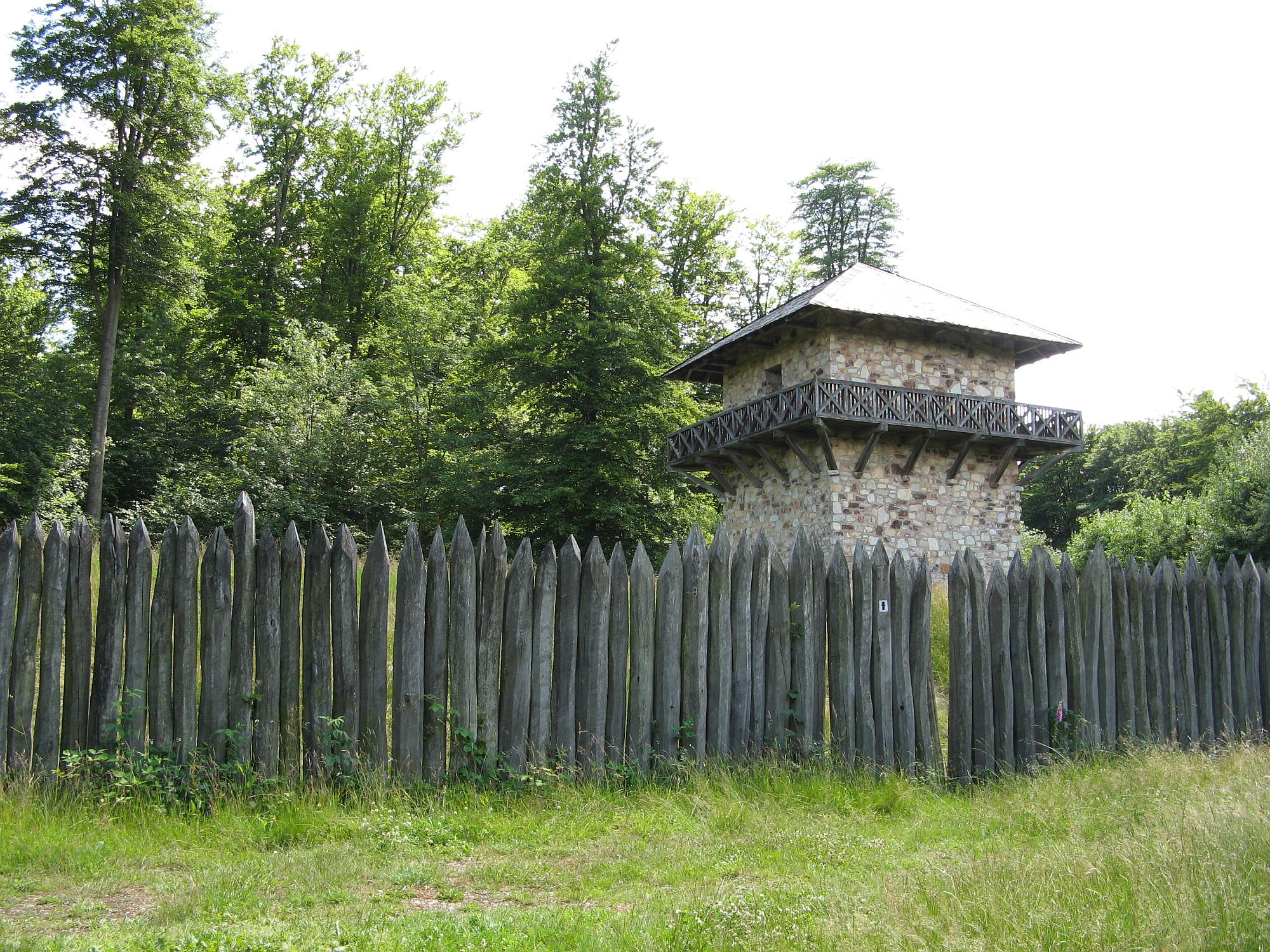
Rekonstruált római őrtorony (Németország)

A limes a Római Birodalom védelmét szolgáló, a császárkorban létesített szárazföldi határvonal (a történelem során általánosítva ezt a kifejezést alkalmazzák a folyam menti ripa védőrendszerre is). Mindkettőt egy út(védő)szakaszhoz kapcsolódó sáncok, árkok, őrtornyok, erődök alkották. Az 1. századtól folyamatosan építették ki. A provinciát utak, főleg hadiutak hálózták be, bekapcsolva a határvidékeket is, melyeket összekötöttek Rómával, de átnyúltak ellenséges területre is. Természetes akadályok, például folyók egészítették ki a mesterséges földhányásokat, akadályokat (ripa-szakaszok).
A limest eleinte a légiók, később a határőr alakulatok (limitanei) védték. A szó a latin limes (határ) szóból ered. A katonai táborokat a limes mentén helyezték el.

## A limes szó jelentése
A latin szó határt, mesgyét, ösvényt jelent. Eleinte azt a mesgyét jelentette, ami a fölmért és kijelölt (asszignált) telkeket egymástól elválasztotta. Hasonlóképpen limesnek nevezték a közutakon azokat a szélső ösvényeket, melyeket a gyalogosok használtak, és az út kövezett részének két oldalán vonultak. Nagy jelentőségű azonban csak később, a császárok idejében lett a limes mint limes imperii romani (védőművek összefüggő láncolata), melyet ott emeltek, ahol a római birodalmat a szomszédos népek veszélyeztették.

## A katonai táborok
A Római Birodalmat a limes vette körül, melynek három alkotórésze volt:
1. sánc és sövénykerítés, fejlettebb formájában kőfal,
2. előtte vagy mindkét oldalon árok, melyhez néha cölöpkerítés járt, elrejtve pedig hegyes karókat ástak el, amik megsebesítették a gödörbe eső gyalogosokat és lovasokat,
3. bizonyos távolságonként őrtornyokat építettek.

A katonai tábor valóságos város volt. Később a katonai tábort a legtöbb helyen un. polgárváros vette körül. Maga a katonaváros (tábor) átlagosan 20 hektár területet foglalt el. Sánc vette körül, amelyet őrtornyok és négy kapu tört meg. Kettős árokrendszer védte. A tábor központjában a principia, a főhadiszállás, a hivatali helyiség, a fegyverraktár és a templom állt. A tisztek különálló házakban laktak, a katonák közös hálótermekben. A táborban volt gyakorlótér, raktár, kórház és fürdő. Ostrom alkalmával a hajítógépeket (ballisztákat) gurítható tornyokba szerelték.
A római limesen leginkább a birodalom határán álló védelmi objektumokat szokták érteni, példaként pedig a Hadrianus-falat szokás felhozni. Fontos azonban leszögezni, hogy maga a limes kezdetben egész mást jelentett. Az eredeti jelentése nem védelmi vonal volt, hanem hadiút, a hozzá tartozó más katonai létesítményekkel együtt. Elsődleges feladata pedig, hogy a római katonákat eljuttassa az ellenséges területre és ott biztosítsa az eredményes tevékenységüket.
A limes ott épült, ahol a római birodalmat a barbárok ellen védelmezni kellett, elsősorban a birodalom északi részén. A nevezetesebb limesek:
- A Limes Britannicus Britannia provinciában épült, földtöltésnek kőfalakkal és őrtornyokkal megerősített láncolata az Atlanti-óceán és az Északi-tenger közt (pl. Hadrianus fala).[1] Nagy-Britanniában a 128 km-es Hadrianus-falat a mai Skócia határai mentén építették meg.
- A Limes Germanicus Germania provinciában épült, a Limes Britannicusszal jóformán egyszerre keletkezett, és segítségül véve a terepviszonyokat, az Északi-tengertől a Rajna mentén Kölnig, majd innen a Dunáig, illetve Kelheimig terjedt. A Limes Germanicusnál az összes mesterséges védőerőmű érvényre jutott: árkos földtöltés (vallum), kőfal, sőt véderőművek összefüggő láncolata is.[1] A Rajnától a Dunáig tartó szakasz 382 km hosszúságban húzódott.
- A Limes Dacicus Dacia provinciában, nagyrészt Erdélyben épült ki, s szerkezetében, rendszerében a Limes Germanicushoz hasonlított. Kiépítésekor itt is a természet által nyújtott hadászati előnyök kiegészítésére, a szorosok és vízi utak védelmére törekedtek. Dacia jóformán köröskörül ki volt téve a barbárok támadásainak, ennek megfelelően különálló erődítő rendszerrel bírt, mely 3 gyűrűből alakult. Az első gyűrű a szorosoknál volt: a Vöröstoronyi-szorosnál (Sânbotinnál) a Castra Traiana, a Vulkáni-szorosnál a Bumbești-Jiu-i, a Bodzai-szorosnál a pietroaselei, az Ojtozi-szorosnál a berecki erőd; a Vaskapu-szorosnál (Zsuppánál) Tibiscum, Teregovánál Praetorio. A második gyűrű a vízi utaknál volt: az Almás pataknál Tihó, a hasonnevű vizeknél Alsókosály és Alsóilosva, a Sajó-patak forrásainál Óvárhely, a Kis-Szamos völgyében Szamosújvár, a Maros kifolyásainál Vecel (Micia) és Déva. A vízi utak elzárására különös gonddal készült a limes északnyugaton, ahol Tihótól Kissebesig egymást érték fent az őrtornyok (propugnacula); lent pedig a castrumok: Romlott (Certina), Szentpéterfalva, Vármező, Kissebes, kissé távolabb Zutor (Largiana), Magyargorbó (Optatiana) és Szucság. A harmadik gyűrű a két daciai légió állomását vette körül és 8 táborhelyből alakult, melyek a mai Várfalva, Székelyföldvár, Marosújvár, Csigmó (Germisara), Arany (Petris), Alsóvárosvíz, Szászváros és Kissink helyén épültek. A Limes Dacicusról először Torma Károly szólt, aki Adalék észak-nyugoti Dácia föld- és helyiratához című értekezésében 1863-ban az akadémia nagygyűlésén Kisszebentől Tihóig ki is jelölte a vallum irányát. Tanulmányait az Erdélyi Múzeum-Egyesület támogatásával 1879-ben kiegészítve, 1880. február 8-án terjesztette az akadémia elé jelentését. Később a limestanulmányokat Téglás Gábor is folytatta, 1894-ben a Kis-Küküllőtől a Nagy-Küküllőn át az Oltig haladt. Kutatásainak eredményét előadta 1895. március 11-én a magyar tudományos akadémia elé terjesztett monográfiában.[1]
- A Limes Pannonicus Pannonia provinciában a Duna mentén, a mai Ausztria, Magyarország (Dunántúl), Horvátország és Szerbia területén a síkságot védő határvonal képét mutatja, szemben a hegyeket és szorosokat követő Limes Dacicusszal. A Limes Pannonicusnál megkülönböztetünk egy régebbit még abból az időből, amikor a rómaiak még nem voltak a Dunántúl urai, és egy későbbit, amikor ez az állapot már bekövetkezett. A régebbi Theodor Mommsen szerint a Dunának csak Eszéktől Zimonyig terjedő részét követte Poetovio (Pettau, Ptuj) és Sirmium táborhelyekkel. Fröhlich Róbert szerint a Száva volt a határ, melyet három táborhely védett: Poetovio, Siscia és Sirmium. A későbbi limes természetes határul a Dunát követte, melynek különösen Bécstől (Vindobona) Óbudáig (Aquincum) terjedő részét védték erősen. Itt nem kevesebb mint 4 légió volt négy nagy táborral: Carnuntum (Petronell-Carnuntum), Brigetio (Ószőny), Vindobona (Bécs), Aquincum (Óbuda). Az első három egy összefüggő rendszert alkotott, amelynek középpontja Carnuntum volt. Aquincum külön központot képezett. A négy nagy castrum között az összeköttetést közbeeső táborhelyek (minden mérföldre egy szilárdul épített erőd), és ezeket összekötő katonai út tartotta fenn, amely jóformán párhuzamosan haladt a Dunával, s amelynek tömör töltése akár sáncként is szolgálhatott. A kisebb táborhelyek (castellum, későbbi barbár latinsággal burgus is) legsűrűbben Zimonytól Aquincumig, s azontúl Brigetióig fordultak elő. Ilyenek az előbbi vonalon: Szurdok, Novi Banovci (Új-Banovce), Dálya (Teutoburgium), Baranyabán (Antiana), Kiskőszeg, Bölcske, Dunakömlőd (Lussonium), Dunapentele (Intercisa), Adony (Vetus Salina), Százhalombatta (Matrica), Tétény (Campona). Aquincumtól felfelé a Duna mentén ott volt Szentendre (Ulcisia Castra), Pilismarót (Ad Herculem), Nyergesújfalu (Crumerum). A későbbi császárok, különösen Diocletianus uralkodásától kezdve a Duna túlsó partján is állítottak castellumokat, mint például Castellum Onagrinum (Begecs), Contra-Aquincum (Budapest, V. kerület) és Contra Florentiam (Dunafalva).[1] A magyarországi limest teljes hosszában még nem tárták fel.

Hadászati szerepükön kívül a limesek a vám ügyét is szolgálták. Az ellenőrzés itt történt meg egyes állomásokon (stationes) mindarra nézve, amit kivittek, avagy beszállítottak. Behozni mindent csakis vám mellett lehetett, kiszállítani csak egyes dolgokat volt szabad (vasat, fegyvereket, bort, olajat, gabonát, sót, aranyat soha). A forgalom útja a stációkon vezetett keresztül.

## Külső hivatkozások
- http://www.ripapannonica.hu/magyar/kulturalis.php?id=17
- http://romai-limes.lap.hu/
- https://web.archive.org/web/20070312042427/http://www.gportal.hu/portal/romaierod/
- Torma Károly: A limes Dacicus felső része; Akadémia, Bp., 1880 (Értekezések a történeti tudományok köréből)
- Téglás Gábor: Limes-tanulmányok; Akadémia, Bp., 1906 (Értekezések a történeti tudományok köréből)
- Kurucz János: Római nyomok a pannoniai Duna-limes balpartján; Jókai Ny., Komárom, 1914
- Visy Zsolt: A római limes Magyarországon; Corvina, Bp., 1989
- Kovács Péter: Vicus és castellum kapcsolata az alsó-pannóniai limes mentén; PPKE BTK, Piliscsaba, 1999 (Studia classica Universitatis Catholicae de Petro Pázmány Nominatae Series historica)
- 19. Nemzetközi Limeskongresszus. Pécs-Sopianae. 2003. szeptember 1-8.; tan. Gábor Olivér et al., Katonai építkezések a Duna mentén c. kiállításrend. Gábor Olivér, Lőrincz Barnabás; Pécs/Sopianae Örökség Kht., Pécs, 2003 (Örökségi füzetek)
- Mráv Zsolt: Dunakeszi, késő római kikötőerőd; Pan, Bp., 2009 (Vezető a római limes világörökségre jelölt magyarországi helyszínein)
- A Danube Limes Program régészeti kutatásai 2008 és 2011 között. Jelentés a Danube Limes UNESCO World Heritage Site pályázat keretében a PTE BTK Régészet Tanszékének kutatócsoportja által végzett kutatásokról / Archaeological research in the Danube Limes Project between 2008 and 2011. Report on the research carried out by the research team of the Department of Archeology University of Pécs within the framework of the Danube Limes UNESCO World Heritage Site project; szerk. Visy Zsolt, angolra ford. Szeverényi Vajk; PTE Régészet Tanszék, Pécs, 2011
- David J. Breeze–Sonja Jilek–Andreas Thiel: A Római Birodalom határai / Visy Zsolt: A római hadsereg a limesen / A római limes Magyarországon; PTE Régészet Tanszék, Pécs, 2011
- Gróf Péter–Gróh Dániel: A római limes emlékei Visegrádon; KÖH, Visegrád–Bp., 2011 (Vezető a római limes világörökségre jelölt magyarországi helyszínein)